# Монетная стопа
Монетная стопа́, или единица (нем. Münzfuß) — нумизматический термин, которым обозначается точное количество монет одного и того же номинала, которое может быть отчеканено из определённой весовой единицы металла. Соответствие реального значения монетной стопы прописанной величине может быть проверено по соотношению средней массы монеты и весовой единицы. Допустимое отклонение от прописанной массы монеты — ремедиум.
По монетной стопе в соответствии с масштабом цен можно было вычислить массу монеты конкретного номинала. Например, для медных монет Российской империи чеканки 1810—1830 годов монетная стопа составляла 24 рубля из одного пуда (16 380 граммов) меди, поэтому прописанная масса копеек в это время составляла 16380/24/100 = 6,825 грамма.